# Gent–Wevelgem 2023
85. ročník jednodenního cyklistického závodu Gent–Wevelgem se konal 26. března 2023 v Belgii. Vítězem se stal Francouz Christophe Laporte z týmu Team Jumbo–Visma. Na druhém a třetím místě se umístili Belgičané Wout van Aert (Team Jumbo–Visma) a Sep Vanmarcke (Israel–Premier Tech). Závod byl součástí UCI World Tour 2023 na úrovni 1.UWT a byl dvanáctým závodem tohoto seriálu.

## Týmy
Závodu se zúčastnilo všech 18 UCI WorldTeamů a 7 UCI ProTeamů. Týmy Israel–Premier Tech, Lotto–Dstny a Team TotalEnergies dostaly automatické pozvánky jako 3 nejlepší UCI ProTeamy sezóny 2022, další 4 UCI ProTeamy (Bingoal WB, Human Powered Health, Team Flanders–Baloise a Uno-X Pro Cycling Team) pak byly vybrány organizátory závodu, Flanders Classics. Všechny týmy přijely se sedmi jezdci kromě týmu Movistar Team s šesti jezdci. 6 závodníků neodstartovalo, celkem se tak na start postavilo 168 závodníků. Do cíle ve Wevelgemu dojelo 98 z nich.
UCI WorldTeamy
- AG2R Citroën Team
- Alpecin–Deceuninck
- Arkéa–Samsic
- Astana Qazaqstan Team
- Bora–Hansgrohe
- Cofidis
- EF Education–EasyPost
- Groupama–FDJ
- Ineos Grenadiers
- Intermarché–Circus–Wanty
- Movistar Team
- Soudal–Quick-Step
- Team Bahrain Victorious
- Team DSM
- Team Jayco–AlUla
- Team Jumbo–Visma
- Trek–Segafredo
- UAE Team Emirates

UCI ProTeamy
- Bingoal WB
- Israel–Premier Tech
- Lotto–Dstny
- Human Powered Health
- Team Flanders–Baloise
- Team TotalEnergies
- Uno-X Pro Cycling Team

## Výsledky
| Pořadí | Jezdec                   | Tým                 | Čas        |
| ------ | ------------------------ | ------------------- | ---------- |
| 1      | Christophe Laporte (FRA) | Team Jumbo–Visma    | 5h 49' 39" |
| 2      | Wout van Aert (BEL)      | Team Jumbo–Visma    | + 0"       |
| 3      | Sep Vanmarcke (BEL)      | Israel–Premier Tech | + 1' 56"   |
| 4      | Frederik Frison (BEL)    | Lotto–Dstny         | + 1' 56"   |
| 5      | Mads Pedersen (DEN)      | Trek–Segafredo      | + 1' 56"   |
| 6      | Mikkel Bjerg (DEN)       | UAE Team Emirates   | + 1' 56"   |
| 7      | Alexis Renard (FRA)      | Cofidis             | + 2' 04"   |
| 8      | Olav Kooij (NED)         | Team Jumbo–Visma    | + 2' 04"   |
| 9      | Danny van Poppel (NED)   | Bora–Hansgrohe      | + 2' 04"   |
| 10     | Daniel McLay (GBR)       | Arkéa–Samsic        | + 2' 04"   |